# Biantes longimanus
Biantes longimanus is een hooiwagen uit de familie Biantidae. De wetenschappelijke naam van Biantes longimanus gaat terug op Simon.